# Кувай (река)
Кувай — река в России, протекает по Переволоцкому и Новосергиевскому районам Оренбургской области. Длина реки составляет 64 км. Площадь водосборного бассейна — 821 км².
Начинается к северо-востоку от деревни Абрамовка. Течёт в общем западном направлении по открытой местности в овраге с крутыми, высотой 3-5 метров, берегами. Пересекает населённые пункты Горный, Мрясово, Кувай, Васильевка, после чего поворачивает на юго-запад. В низовьях берега реки местами поросли пойменным лесом. Устье реки находится у поселка Новосергиевка в 476 км по правому берегу реки Самара.

## Притоки
Объекты перечислены по порядку от устья к истоку.
- Казачка[5] (пр)
- 16 км: Хуторка[5] (пр)
- 24 км: Солянка[5] (пр)
- 38 км: Западная[3] (лв)
- Ерыклы[3] (пр)
- 42 км: Адамовка[3] (лв)
- 45 км: Моховая[3] (лв)
- Липки[3] (пр)

## Этимология
В источнике XIX века название отмечено как «Куваир», вероятно, эта форма первична. Так, башкирское «кыу» — «высохший; сухой», «айыр» — «рукав, приток реки; развилина», то есть «сухой приток».

## Данные водного реестра
По данным государственного водного реестра России относится к Нижневолжскому бассейновому округу, водохозяйственный участок реки — Самара от истока до Сорочинского гидроузла. Речной бассейн реки — Волга от верховий Куйбышевского вдхр. до впадения в Каспий.
Код объекта в государственном водном реестре — 11010000912112100006222.